# Tánczos Gábor (katona)

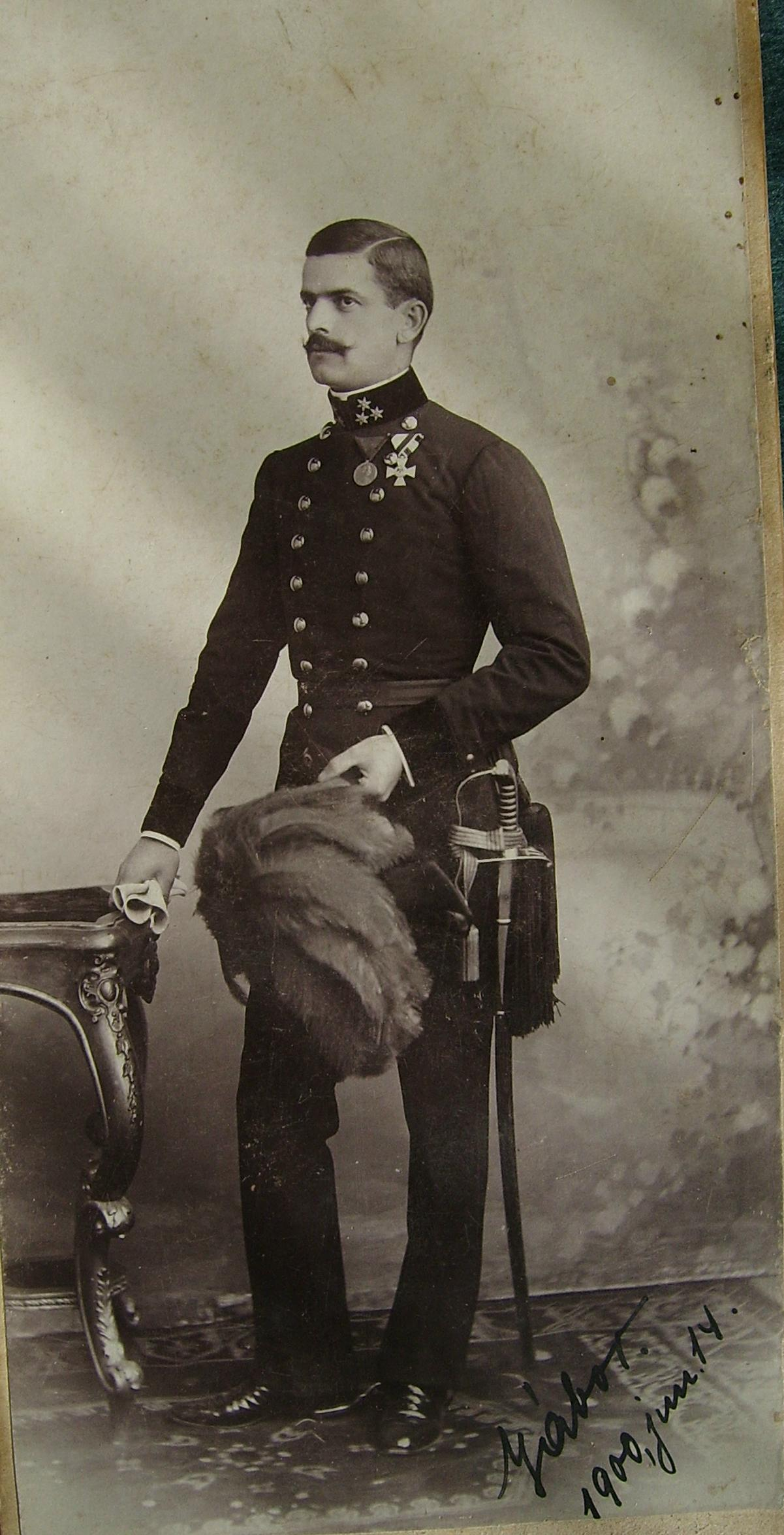
1900

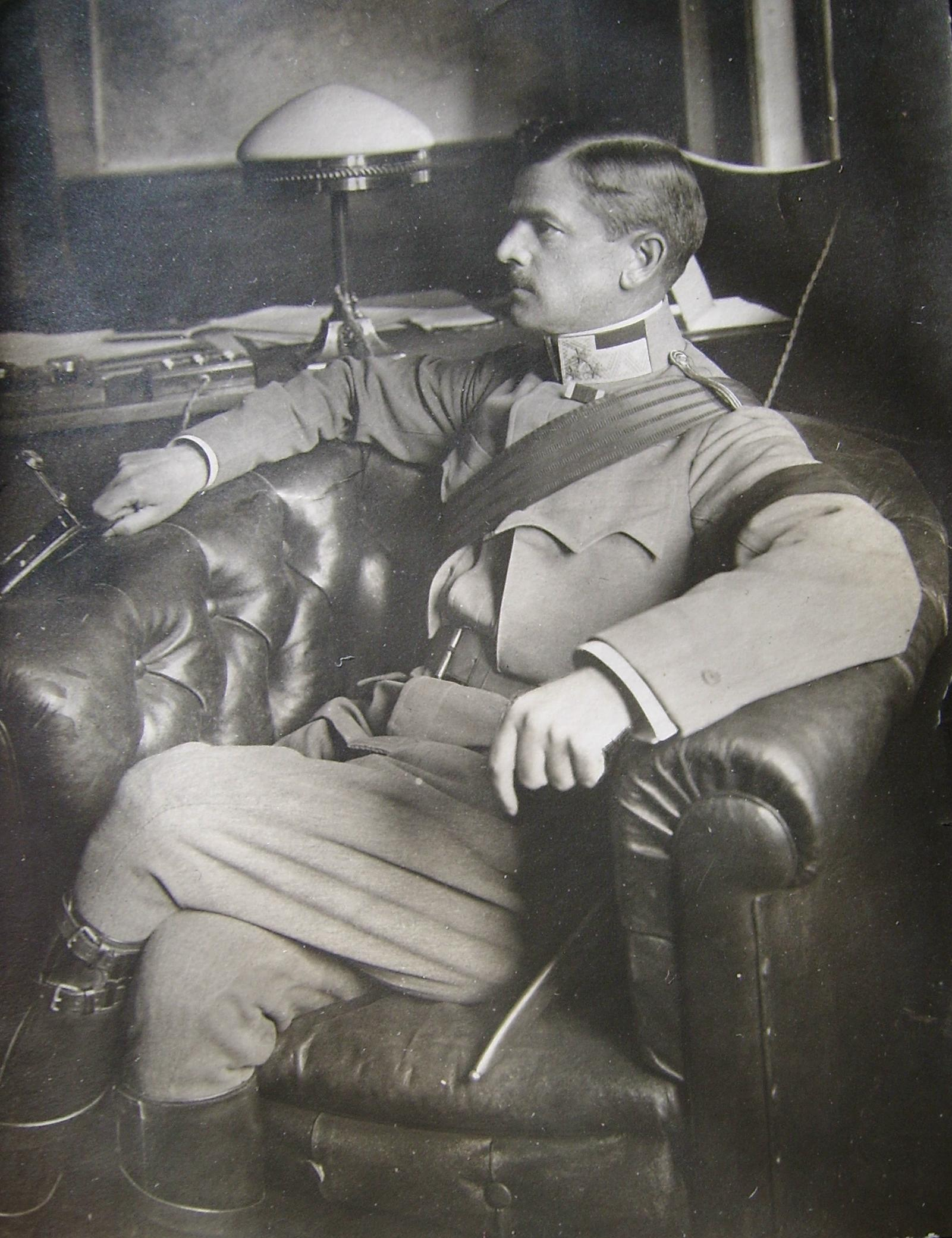

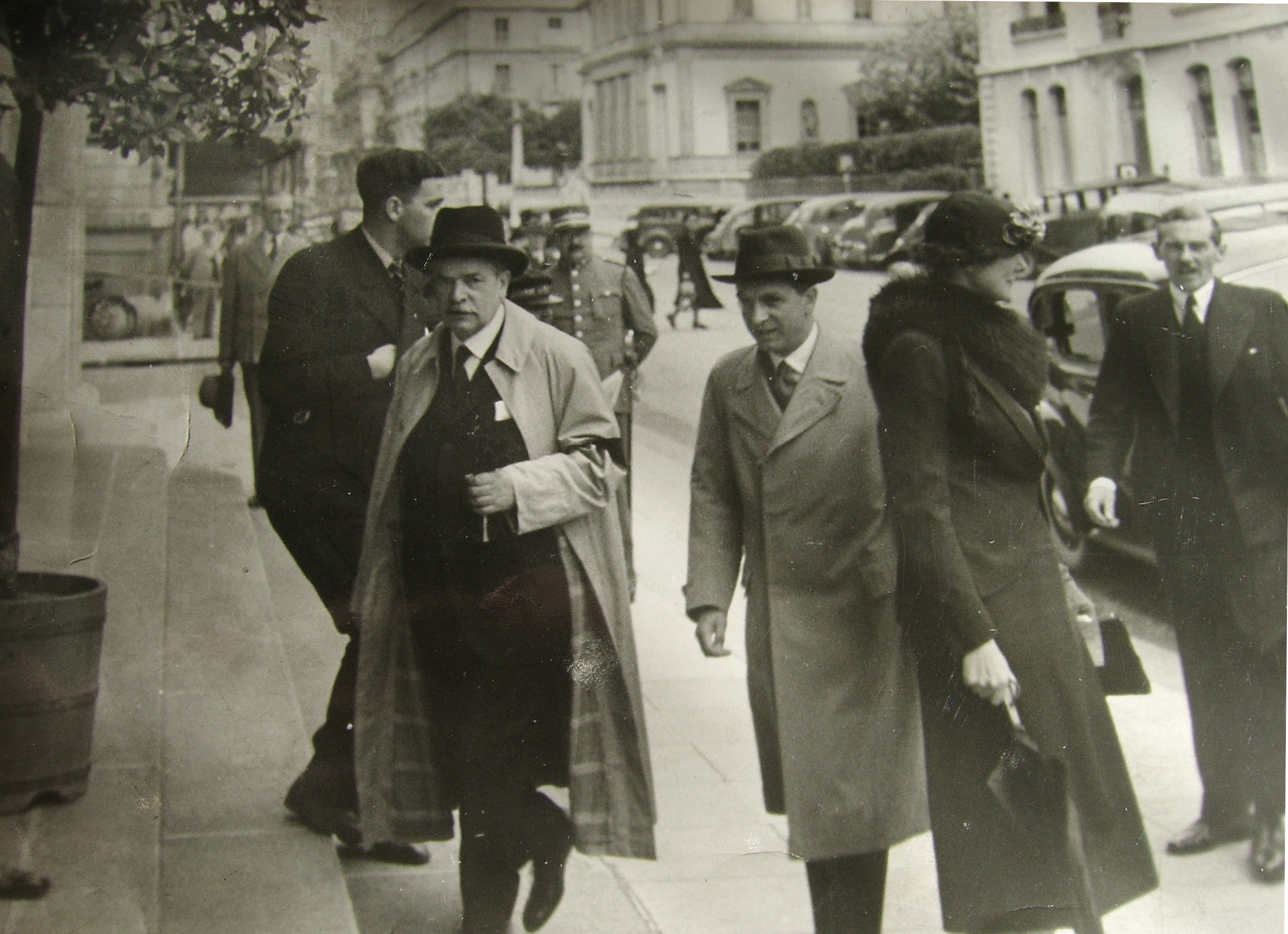

Tánczos Gábor (Pest, 1872. január 22. – Hajdúnánás, 1953. augusztus 11.) magyar lovassági tábornok, külügyminiszter.

## Pályakép
Protestáns polgári családba született. Édesapja Tánczos Miklós, ügyvédként dolgozott. Katonai pályája 1885-ben kezdődött egy császári és királyi katonai főreáliskolában.
1888-tól a bécsújhelyi katonai akadémián folytatta tanulmányait. 1891. augusztus 18-án lovassági hadnaggyá avatták. Három évet töltött csapatszolgálatban, majd 1894 és 1896 között elvégezte bécsi Hadiiskolát. 1895. november 2-án előléptették főhadnaggyá. Németül és franciául is megtanult, valamilyen szinten elsajátította a szerb és horvát nyelvet is. 
1898-ban másodosztályú századossá, 1900-ban első osztályú századossá léptették elő. 1907–1909 belgrádi, 1914-től athéni katonai attasé, ezredes. 1915–1916 bukaresti katonai és tengerészeti attasé, 1917–1918-ban IV. Károly szárnysegéde, majd dandárparancsnok és vezérőrnagy volt. Az őszirózsás forradalom idején a Károlyi Mihály-kormány nyugdíjazta. 1919. augusztus 7-től augusztus 15-ig a Friedrich-kormányban megbízatást kapott a külügyminisztérium ideiglenes vezetésére. 1920-ban ismét szolgálatba lépett.
Az 1920-as évek közepétől a magyar Külügyi Társaság lefegyverzési szakosztályát vezette, melynek 1940–1941-ben a társelnöke is volt. 1921. március 1-jén altábornaggyá léptették elő, majd kinevezték a magyar–csehszlovák határmegállapító bizottságba, annak vezetőjeként. 1923-ban a honvédelmi miniszter helyettese, majd a népszövetségi delegáció katonai szakértője lett. 
1925. szeptember 1-től a Népszövetségnél fődelegátus. 1926-ban lovassági tábornok. 1930-tól gróf Apponyi Albert mellett Magyarország fődelegátusa a Népszövetségben, szeptembertől mindketten részt vettek a Commission d’Etude pour l’Union Européenne munkájában. A harmincas évek végétől visszavonultan élt Budapesten. 1951 nyarán kitelepítették Hajdúdorogra. 1953. augusztus 11-én, Hajdúnánáson hunyt el.